# سیلیه اسلایند
سیلیه اسلایند (انگلیسی: Silje Øyre Slind؛ زادهٔ ۱۹ فوریهٔ ۱۹۸۸) اسکی‌باز صحرانوردی اهل نروژ است.